# Districte de Ramanagara
El districte de Ramanagara, és un districte de l'estat de Karnataka a l'Índia, format el setembre del 2007 per segregació del districte de Bangalore Rural, amb capital a Ramanagara (també apareix com Ramanagar i Ramanagaram i antigament Closepet, en honor de Sir Barry Close 1756–1813) 
Està dividit en 3 talukes:
- Channapatna (superfície 535 km²) dividia en tres hoblies (unió de viles) i 32 grama panchayaths.
  - Kasaba
  - Malur
  - Virupakshapura
- Magadi (superfície 799 km²) dividida en 5 hoblies i 32 grama panchayaths
  - Kasaba
  - Madabal
  - Thippasandra
  - Kudur
  - Solur
- Ramanagara (superfície 629 km²), dividida en 4 hoblies
  - Kasaba
  - Kailancha
  - Kootagal
  - Bidadi

La superfície total és de 1963 km² i la població està pendent del cens del 2011.

## Nota
1. ↑  «City of Ramanagara - City Municipal Council». Arxivat de l'original el 2011-07-21. [Consulta: 25 abril 2009].